# Preacher (fumetto)
Preacher è una serie di fumetti creata dallo scrittore Garth Ennis e dal disegnatore Steve Dillon, pubblicata dalla DC Comics sotto l'etichetta Vertigo, con copertine disegnate da Glenn Fabry.
La serie è composta da 75 numeri in totale: 66 albi regolari ad uscita mensile, 5 speciali ed una mini-serie limitata di 4 numeri dal titolo Saint of Killers (uscita in Italia col titolo Il santo degli assassini). L'ultimo numero della serie regolare (il n. 66) è stato pubblicato negli Stati Uniti nel luglio del 2000. 
Negli Stati Uniti la serie è stata proposta in quattro diverse edizioni: la prima composta da nove volumi, la seconda da sei, la terza ovvero una Absolute Edition composta da tre volumi e la quarta composta da due volumi in formato Omnibus per il 25º anniversario della serie. In Italia l'intera collezione è stata proposta per la prima volta in 12 volumi brossurati dall'editore Magic Press. Successivamente 
Planeta De Agostini ha riproposto l'opera in due distinti formati: una da edicola composta da 18 volumi e una edizione di pregio di 3 volumi definita "omnibus". 
L'editore RW Lion ha in seguito proposto l'edizione americana da 6 volumi, ma nel formato "deluxe".
Panini Comics sta attualmente ristampando l'intera saga proponendo fedelmente la prima edizione americana dal formato brossurato 17cmx26cm da 9 volumi.

## Trama
Jesse Custer è un predicatore squattrinato che vive ad Annville, piccola cittadina del Texas; è stato posseduto da una creatura soprannaturale di nome ''Genesis'' in un incidente che ha provocato la morte della sua intera congregazione di fedeli ed ha raso al suolo la sua chiesa.
Genesis, il prodotto di un accoppiamento innaturale e non autorizzato tra un angelo e un demone, è un bambino senza alcun senso di volontà individuale. Dato che è formato sia da pura bontà che da pura malvagità, può avere abbastanza potenza da rivaleggiare con Dio stesso e per questo Custer, unito a Genesis, potrebbe essere il più potente essere vivente mai esistito: i suoi poteri gli permettono di farsi obbedire da chiunque, tramite la "Parola di Dio".
Custer, spinto da un forte senso di responsabilità, intraprende un viaggio attraverso gli Stati Uniti d'America cercando letteralmente Dio che ha abbandonato il Paradiso nel momento in cui era nato Genesis. A lui si uniscono la sua vecchia ragazza Tulip O'Hare e un vampiro irlandese alcolizzato di nome Cassidy. Durante la ricerca, i tre affrontano nemici e ostacoli sia sacri che profani come il Santo degli Assassini, un angelo della morte invincibile, velocissimo, dalla mira infallibile che risponde solamente all'autorità di Dio in persona, un serial killer chiamato il "Predatore-Frantumatore", in un'organizzazione segreta, nota come il Gral, che controlla i governi del mondo e protegge la discendenza di Gesù, Herr Starr, apparente capo dell'organizzazione, un megalomane con un'inclinazione per le prostitute, che spera di usare Custer per i suoi scopi, diversi angeli caduti e la famiglia dello stesso Jesse, in particolar modo la nonna Cajun, Jody, la sua possente guardia del corpo e l'"amante degli animali" T.C..

## Temi e influenze
La serie si concentra sulla narrazione e sulla caratterizzazione dei personaggi. Ha ricevuto notevoli elogi per il suo modo non apologetico di trattare temi religiosi e soprannaturali, per il suo humour dark e spesso violento, e per la vasta gamma di allusioni alla cultura popolare al di fuori dei fumetti. In particolare prende spunto dai film, soprattutto film western, per quanto riguarda molti dei suoi elementi stilistici come ad esempio: un fantasma di John Wayne è un personaggio ricorrente e fa da guida spirituale o da coscienza per Custer; la Monument Valley e Alamo fungono da sfondi per varie tappe del viaggio; per un periodo Jesse fa lo sceriffo in una piccola città in Texas; l'immagine del Santo degli Assassini, un fuorilegge riformato che ritorna cattivo ancora una volta, sulla falsariga del personaggio di Clint Eastwood in Gli Spietati, William Munny, è un accenno alla classica nozione western di nemesi, diretto, vero e terribile.
La tematiche religiose presenti nella serie fanno parte di una controcultura abbastanza diffusa (vedi la risonanza mondiale dopo l'uscita del romanzo Il Codice da Vinci). Non è noto se Ennis abbia avuto qualche forte di ispirazione particolare (come ad esempio il libro Holy Blood, Holy Grail). Nel fumetto si afferma che esiste un lignaggio ancora vitale che discende da Gesù Cristo e Maria Maddalena. Herr Starr rivela a Cassidy che Gesù aveva dei bambini, e che non morì sulla croce, ma invece visse fino alla mezza età e fu ucciso da un carro per il letame in fuga (si nota così che il tema della discendenza di Gesù viene trattato in maniera satirica e non seriamente). Dopo la sua morte i guardiani del Graal portarono via i suoi figli, che furono forzati a sposarsi tra di loro in modo da mantenere il potere divino di Gesù all'interno della discendenza. Per oltre 2000 anni questi matrimoni tra consanguinei perpetuarono un albero familiare incestuoso che culminò con i discendenti di Gesù mentalmente disabili che ebbero un bambino, durante la nascita del quale morì la madre, producendo in realtà l'ultima generazione della linea di Gesù.
All'inizio della storia, narrata in retrospettiva nel primo numero di Preacher, Jesse Custer è un parroco di dubbia natura, proprio sul punto di rivolgersi ai membri della sua parrocchia dopo una notte di grandi bevute e con molti nemici tra gli ascoltatori. Questa scena d'apertura è identica al famoso inizio del romanzo di Selma Lagerlöf dal nome La saga di Gösta Berling.
In aggiunta, la serie analizza il ruolo dell'identità e degli ideali americani nell'età moderna. Questo si estende oltre che ad un livello personale, in cui un'etica e comportamenti antiquati da cowboy dei western incontrano il moderno femminismo, anche ad un livello collettivo, in cui vengono studiati, tra le altre cose, i traumi della Guerra del Vietnam, l'eccesso di corporazioni e la natura ciclica della violenza. Viene inoltre esaminato il conflitto tra la politica liberale e quella conservatrice, così come vengono affrontati temi quali la depressione, la repressione, la sessualità, la pornografia, l'abuso di droghe, il problema dei senzatetto e l'immigrazione.
Una presenza simbolica è quella di Arseface, un teenager che ha tentato di imitare il suicidio della rock star Kurt Cobain sparandosi sul volto con un fucile. Egli è sopravvissuto al tentativo di suicidio, e dopo molti interventi di chirurgia plastica ricostruttiva è finito per diventare un 'compagno con una faccia come un culo'. Nei numeri finali, Arseface passa attraverso un ciclo accelerato di gloria americana: dal sentirsi clandestino al diventare una famosa star, da un processo civile a obiettivo di censura. Alla fine, il suo manager prende tutti i suoi soldi.
Ennis e Dillon sono, rispettivamente, nord-irlandese ed inglese, cosicché le loro osservazioni sulla storia e sulla cultura americana hanno una prospettiva esterna.

## Altri media

### Lungometraggi
Per diversi anni, è stato in lavorazione un adattamento cinematografico della View Askew Productions, con James Marsden dato come protagonista. Lo stesso cofondatore della Produzione, il regista Kevin Smith si era dichiarato entusiasta del fumetto affermando «...questo libro è più divertente di un film...anche di uno dei miei.» Il progetto non si è mai materializzato, nonostante la produzione sia arrivata a fare dei provini per il ruolo di Arseface, dei quali si possono trovare online immagini raccapriccianti. Ad un certo punto, Samuel L. Jackson, un fan del fumetto, ha espresso il suo interesse nel recitare nella parte de il Santo degli Assassini.

### Serie televisive
Preacher è una serie televisiva statunitense sviluppata da Evan Goldberg, Seth Rogen e Sam Catlin per la AMC e trasmessa per la prima volta nel 2016. il 29 giugno 2016, la AMC rinnova la serie con una seconda stagione di 13 episodi.